# Emilio Martínez Garrido
Emilio Martínez Garrido (1886 - 1936) fou un industrial i polític gallec. Va guanyar les eleccions amb el PSOE i fou alcalde de Vigo en un moment de creixement econòmic. El juliol de 1936, va començar la Guerra Civil espanyola. A Vigo es va formar un Comitè del Front Popular amb la participació de regidors, l'alcalde i els diputats, quan el govern republicà va cridar a la formació de comitès permanents per a plantar cara a la crisi.
Reunits en l'ajuntament de Vigo, el Comitè va intentar mantenir la tranquil·litat en la ciutat. Quan l'oficial al comandament de la Guàrdia d'Assalt va oferir els seus homes per a defensar l'ajuntament i armar voluntaris, l'alcalde es va negar en rodó, adduint que el comandant de la guarnició militar havia donat la seva paraula de lleialtat; quan els responsables de la Confederació Nacional del Treball en la ciutat (important nucli obrer) es van oferir al Comitè per a defensar la ciutat davant el cop imminent i van demanar armes, l'alcalde els va expulsar de l'Ajuntament i els va amenaçar de fer-los detenir per la policia atès que confiava en la paraula del comandant de la guarnición. L'endemà, 20 de juliol, oficials de la guarnició es van revoltar i en la Porta del Sol de Vigo van disparar contra la multitud que es manifestava a favor de la Segona República. El comitè del Front Popular, amb Martinez Garrido al capdavant, va ser detingut i després d'un judici militar, Emilio Martinez Garrido va ser afusellat el 27 d'agost de 1936 al cementiri de Pereiró amb José Antela Conde, Enrique Heraclio Botana Pérez, Ignacio Seoane Fernández i Antonio Bilbatúa Zubeldía.